# Isabel Lucas
Isabel Lucas (Melbourne (Victoria), 29 januari
1985) is een Australische actrice. Ze is bekend van de
soapserie Home and Away waarin ze de rol van Tasha Andrews voor haar
rekening neemt.

## Biografie
Isabel Lucas' vader is een Australiër en haar moeder kwam uit het Duitstalige deel van Zwitserland.
Ze heeft verder ook nog een zus die Nina heet. Tot Lucas zes was woonde het gezin in Melbourne. Toen verhuisde het voor een jaar naar Zwitserland waarna ze terugkeerden naar Melbourne om even later te verhuizen naar een klein mijnstadje in het noorden van Queensland. Samen met haar zus ging Lucas naar de Jabiru Area School in de
Australische deelstaat Noordelijk Territorium. Reeds op school acteerde ze en ze volgde ook lessen aan de Victorian College of Arts en de Queensland University of Technology.
In juni 2002 werd Lucas tijdens een vakantie in Port Douglas ontdekt door een
agent. Lucas tekende waarna het gezin weer naar Melbourne trok. Daar had de agent een auditie geregeld voor de rol van Kit Hunter in de soap Home and Away. De producent van de reeks vond Lucas echter niet geschikt voor die rol, die vervolgens naar Amy Mizzi ging. Toch zag hij wel wat
in haar en zo creëerde hij de rol van Tasha Andrews speciaal voor Lucas. Nadat ze die rol gekregen had verhuisde Lucas naar Sydney, waar de opnames van de serie plaatsvinden.
In april 2004 won Lucas de Logie Award - de Australische televisieprijzen - voor populairste aankomend talent. Ze werd dat jaar ook ambassadrice voor World Vision, een organisatie die zich inzet voor kinderen in ontwikkelingslanden. Lucas zelf sponsort een meisje uit Zambia.
In 2012 was ze te zien in de clip "Give Me Love" van Ed Sheeran.

## Trivia
- Isabel Lucas kreeg voordat de opnames van Transformers: Revenge of the Fallen begonnen een auto-ongeluk na een avond stappen met medespeler Shia LaBeouf, hierdoor moest LaBeouf de film spelen met zijn hand in het verband.